# Bernie Shaw
Bernie Shaw (Victoria, 15 de junio de 1956) es un cantante canadiense de heavy metal y hard rock, vocalista del grupo Uriah Heep.
En 1978 Shaw se mudó a Inglaterra, donde formó parte de grupos NWOBHM como Paris (más tarde rebautizados Grand Prix), Praying Mantis, Clive Burr's Escape (grupo del exbatería de Iron Maiden), y Stratus.
A mediados de los años 80 es convocado por Mick Box para unirse a Uriah Heep, en reemplazo del vocalista Steff Fontaine.
Sus admiración e influencia de vocalistas como Ian Gillan y Bruce Dickinson se hace notar en su obra con Uriah Heep, así como a pertir de su primer trabajo de estudio con la banda que fue el disco Raging Silence, de 1989, aunque poco antes había aparecido en el directo Live in Moscow (1988), testimonio de la gira de Uriah Heep por la aún vigente Unión Soviética, en plena glásnost.